# Mercedes Simplex
Il nome Mercedes Simplex identifica una famiglia di autovetture di lusso prodotta dalla fine del 1901 al 1909 dalla Casa automobilistica tedesca Daimler per essere inserita nella gamma Mercedes.

## Storia e profilo
La Mercedes 35PS, prodotta per quasi tutto il 1901, ha saputo conquistare la clientela ed il cuore di molti appassionati di corse automobilistiche, grazie alla sua classe ed alle vittorie ottenute in gara. Per questo, già alcuni mesi prima della fine di quello stesso anno, Emil Jellinek, oramai un validissimo consulente presso la Casa tedesca, propose una complessa evoluzione della 35PS. Complessa non tanto nelle novità tecniche, quanto nel fatto che la nuova vettura avrebbe dovuto avere una sua gamma intera. Tale gamma nella mente di Jellinek avrebbe dovuto essere ramificata in più modelli ed in più livelli di cilindrata, tutti però accessibili solo a persone molto facoltose. Inoltre, al pari della 35PS, la vettura avrebbe dovuto essere impiegata anche nelle competizioni.

La Daimler Motoren Gesellschaft, proprietaria del giovanissimo marchio Mercedes vide di buon occhio la proposta e cominciò con i lavori, che avrebbero portato alla creazione della gamma Simplex.

### La gamma Simplex
La gamma Simplex si è articolata in ben sei modelli, tutti di elevata cilindrata e di fascia di lusso. In comune a tutti i modelli vi era il tipo di telaio utilizzato, in lamiera d'acciaio stampata con sezione ad U, soluzione peraltro condivisa anche con la 35PS. Altre caratteristiche comuni ed ereditate dalla 35PS erano il sistema frenante di tipo meccanico, che agiva sull'albero di trasmissione ed il tipo di motore, diverso per cilindrata da un modello all'altro, ma simile nell'architettura. Tali motori erano infatti tutti dei 4 cilindri in linea, consistenti in due semiblocchi bicilindrici fusi separatamente ed allineati fra loro. Tali motori derivavano anch'essi dall'unità da 5.9 litri montata sulla 35PS. La distribuzione era a doppio asse a camme laterale, uno per ogni lato del motore, con valvole di aspirazione in testa e valvole di scarico laterali. Il cambio era a 4 marce.

Di seguito vengono riportate le caratteristiche di ogni modello appartenente alla gamma Simplex. Si noti la parentela tra il motore 5.9 montato sulla 35PS (116x140 mm) ed i motori montati sui vari modelli Simplex.
| Modello  | Anni di produzione | Alesaggio/ corsa(mm) | Cilindrata cm³ | Potenza CV/rpm | Massa vettura kg | Velocità max |
| -------- | ------------------ | -------------------- | -------------- | -------------- | ---------------- | ------------ |
| 18/22 PS | 1901-05            | 100x130              | 4080           | 18/1200        | 650              | 70           |
| 28/32 PS | 1901-05            | 110x140              | 5315           | 32/1200        | 1250             | 60           |
| 38/40 PS | 1901-03            | 116x145              | 6129           | 40/1050        | 1250             | 75           |
|          |                    | 118x150              | 6558           | 40/1050        | 1250             | 75           |
| 40/45 PS | 1902-10            | 120x150              | 6786           | 45/1200        | 1250             | 80           |
| 60PS     | 1902-05            | 140x150              | 9235           | 60/1600        | 1300             | 90           |
| 36/65 PS | 1905-06            | 140x150              | 9235           | 65/1200        | 1350             | 95           |

Tra i modelli più particolari si possono notare innanzitutto le versioni di punta, equipaggiate da enormi quadricilindrici da 9.2 litri, ma anche la versione più economica, la 18/22 PS. Quest'ultima era nata inizialmente semplicemente come Mercedes 18/22 PS, senza la denominazione Simplex, che però sarebbe stata aggiunta poco tempo dopo. Questo modello era caratterizzato dall'estrema leggerezza del suo corpo vettura (le dimensioni erano anche più contenute). I suoi 650 kg di massa le consentivano prestazioni superiori a quelle della 28/32 PS, dotata di un motore più potente, ma anche di un corpo vettura pesante il doppio.

La gamma Simplex è stata tolta di produzione nel 1910: I vari modelli che la componevano sarebbero stati via via sostituiti da altri modelli singoli. Nel 1905, la 28/32 PS era stata sostituita dalla nuova serie 35PS e derivate (da non confondere con l'omonimo primo modello della Mercedes, prodotto nel 1901).

Nel 1906, la superlussuosa 36/65 PS sarebbe stata sostituita dalla Mercedes 37/65 PS.

La 40/45PS del 1902 fu la più longeva della gamma Simplex e lasciò la sua eredità alla Mercedes 28/50 PS del 1910. Presentava interessanti innovazioni tecniche come il radiatore a nido d'ape, inventato da Maybach, un cambio a quattro marce più retromarcia di moderna impostazione ad ingranaggi scorrevoli, il serbatoio posteriore con l'alimentazione della benzina che sfruttava la pressione dei gas di scarico e, oltre i freni a tamburo sulle ruote posteriori, la particolarità del raffreddamento ad acqua del freno sull'albero di trasmissione.

La Simplex 18/22 PS è stata la vettura che avrebbe dovuto attendere maggiormente per la sua erede: tolta di produzione nel 1905, avrebbe avuto una sua prima erede nella 14/30 PS del 1909, di cilindrata inferiore, ma più evoluta e decisamente più potente. Tale modello sarebbe stato affiancato l'anno seguente dalla 16/40 PS, modello appartenente alla gamma Knight.
Le Simplex erano vetture che cercavano la perfezione e alquanto complesse per l'epoca, tant'è vero che quando Maybach al salone di Berlino del 1903 ne illustrò le caratteristiche al kaiser Guglielmo II, questi ebbe ad esclamare: "Caro herr Maybach, le sue vetture sono certamente molto belle ma non molto Simplex!"

### La Simplex e le competizioni
Come voleva Jellinek, la Simplex venne impiegata anche nelle competizioni. La prima apparizione della Simplex si ebbe il 31 agosto 1902, al Frankfurt Circuit Race, dove la Simplex 38/40 PS pilotata da Wilhelm Werner si classificò al primo posto. Il 19 giugno del 1904, in occasione di una nuova edizione di tale gara, la Simplex 60PS di Willy Pöge ottenne un'altra vittoria. Anche il resto delle competizioni è stato costellato di vittorie, ottenute soprattutto alla Nice-La Turbie. 

Non sono mancanti anche alcuni intoppi: il 1º aprile 1903 la Simplex del Conte Zborowski ebbe un incidente all'ennesima partecipazione alla Nice-La Turbie.
Dalla Simplex venne ricavata una versione realizzata appositamente per battere il record di velocità su terra. Questa vettura fu in grado di imporsi per ben due volte: la prima volta fu all'inizio del 1904, quando lo statunitense W.K Vanderbilt fissò il record a 148,510 km/h a Daytona Beach. Dopo che tale record, nel mese di marzo, venne battuto poco dopo da un pilota francese, la Simplex 90PS (questo era il nome della Mercedes da record) ritrovò il successo: il 25 maggio 1904 ad Ostenda (Belgio), una Simplex 90PS pilotata da Pierre de Caters stabilì il record mondiale di velocità sfrecciando a 156,5 km/h.

La Simplex 90PS era equipaggiata da un motore da ben 11.9 litri, in grado appunto di erogare una potenza di 90 CV. Le velocità raggiunte all'epoca erano di altissimo livello se consideriamo il periodo, anche se oggigiorno sono appannaggio di una normale utilitaria.